# Cụm tác chiến Duyên hải
Cụm tác chiến Duyên hải (tiếng Nga: Приморская группа войск), còn gọi là Cụm tác chiến Primorsky hay Cụm tác chiến Primorye, Cụm tác chiến Duyên hải Thái Bình Dương, là một tổ chức tác chiến chiến lược của Hồng quân Liên Xô hoạt động ở khu vực Viễn Đông Liên Xô trong thời kỳ cuối Thế chiến thứ hai.

## Hình thành
Được thành lập vào tháng 2 năm 1932, Cụm tác chiến Duyên hải là một phần của Tập đoàn quân đặc biệt Viễn Đông, phụ trách khu vực duyên hải Viễn Đông, với chỉ huy sở đóng tại thành phố Nikolsk-Ussuriysk (từ năm 1935 - thành phố Voroshilov; nay là thành phố Ussuriysk). Tháng 7 năm 1938, Cụm tác chiến bị giải thể, các đơn vị trực được tái tổ chức để thành lập Tập đoàn quân số 1 Cờ đỏ, thuộc Phương diện quân Viễn Đông.
Các đời chỉ huy trưởng
| STT | Ảnh | Họ tên                  | Thời gian sống | Thời gian tại nhiệm                 | Cấp bậc tại nhiệm                  | Ghi chú |
| --- | --- | ----------------------- | -------------- | ----------------------------------- | ---------------------------------- | --- |
| 1   |     | V.K. Putna              | 1893 - 1937    | tháng 2 năm 1932 - tháng 7 năm 1934 |                                    | Tư lệnh Quân đoàn (1935). Tùy viên quân sự tại Anh. Bị kết tội âm mưu quân phiệt và gián điệp cho Đức và bị xử bắn.                                                   |
| 2   |     | I.F. Fedko              | 1897 - 1939    | tháng 7 năm 1934 - tháng 5 năm 1937 | Tư lệnh Tập đoàn quân bậc 2 (1935) | Tư lệnh Tập đoàn quân bậc 1 (1938). Thành viên Đoàn chủ tịch Xô viết Tối cao Liên Xô, Thành viên Hội đồng quân sự Tối cao. Bị kết tội âm mưu quân phiệt và bị xử bắn. |
| 3   |     | M.K. Levandovsky        | 1890 - 1938    | tháng 6 năm 1937 - tháng 2 năm 1938 | Tư lệnh Tập đoàn quân bậc 2 (1935) | Ủy viên Xô viết Tối cao Liên Xô. Bị kết tội âm mưu quân phiệt và bị xử bắn.                                                                                           |
| 4   |     | K.P. Podlas (tạm quyền) | 1893 - 1942    | tháng 2 năm 1938 - tháng 7 năm 1938 | Tư lệnh Sư đoàn (1935)             | Trung tướng (1941). Tư lệnh Tập đoàn quân số 57 Phương diện quân Tây Nam. Tử trận tại Kharkov.                                                                        |

## Thành lập lần thứ 2
Tháng 7 năm 1943, cụm tác chiến được tái thành lập như một phần của Phương diện quân Viễn Đông. Biên chế khi mới thành lập bao gồm các tập đoàn quân Cờ đỏ số 1, 25, 35, Tập đoàn quân Không quân 9 và Quân đoàn cơ giới 10. Lực lượng của cụm tác chiến được bố trí dọc theo đường biên giới của làng Guberovo ở quận Pozharsky của Primorsky Krai đến biên giới Triều Tiên, nhằm phòng ngừa các cuộc tấn công bất ngờ từ phía Nhật Bản.
Ngày 5 tháng 8 năm 1945, cụm tác chiến được đổi tên thành Phương diện quân Viễn Đông 1.
Các đời chỉ huy trưởng
| STT | Ảnh | Họ tên         | Thời gian sống | Thời gian tại nhiệm                 | Cấp bậc tại nhiệm          | Ghi chú                                  |
| --- | --- | -------------- | -------------- | ----------------------------------- | -------------------------- | ---------------------------------------- |
| 1   |     | F.A. Parusinov | 1893-1973      | tháng 7 năm 1943 - tháng 7 năm 1945 | Trung tướng (1940)         | Phó Tư lệnh Quân khu Baltic (1946-1950)  |
| 2   |     | K.A. Meretskov | 1897-1968      | tháng 7 năm 1945 - tháng 9 năm 1945 | Nguyên soái Liên Xô (1944) | Tổng thanh tra Bộ Quốc phòng (1964-1968) |